# Дом Советов (Киров)
Дом Советов — административное здание в Кирове, в котором размещаются Правительство и Законодательное собрание Кировской области. Расположено по адресу: улица Карла Либкнехта, 69. Здание играет важную роль в формировании главной площади города.

## История
Строительство здания началось в 1937 году. С началом Великой Отечественной войны стройка была приостановлена. Успели подвести под крышу южную и северную части здания, во время войны здесь разместились военные госпитали. Отделочные работы возобновились только в 1948 году — под наблюдением и по проекту главного архитектора города Кирова Никиты Ивановича Козлова (Е.И. Громаковский, автор проекта здания, погиб на войне). В 1949 году здание было достроено.
В 1979—1980 годах к зданию по проекту архитектора В. П. Зянкина с западной стороны был пристроен корпус, где разместился областной комитет КПСС.

## Архитектура
С главного фасада здание четырёх-пятиэтажное, боковые фасады — четырёхэтажные. Со двора центральная часть имеет шесть этажей. Протяженный восточный фасад здания с прислоненной к стене четырёхэтажной колоннадой, поставленной на цокольный этаж, замыкает западную сторону Театральной площади.